# Dolichopeza annulitarsis
Dolichopeza annulitarsis är en tvåvingeart som först beskrevs av Alexander 1930.  Dolichopeza annulitarsis ingår i släktet Dolichopeza och familjen storharkrankar. Inga underarter finns listade i Catalogue of Life.